# Coccomyces clusiae
Coccomyces clusiae är en svampart som först beskrevs av Joseph-Henri Léveillé, och fick sitt nu gällande namn av Pier Andrea Saccardo 1889. Coccomyces clusiae ingår i släktet Coccomyces och familjen Rhytismataceae.   Inga underarter finns listade i Catalogue of Life.